# Йосиф Гурик
Йо́сиф Гу́рик (6 січня 1853 с. Угринів Долішній (Угринів Долішній) — 3 вересня 1924, там само) — український галицький селянин, муляр (будівничий мостів у Станиславові — залізничний міст в Івано-Франківську, який стоїть в місті, збудований під його наглядом), громадський діяч. Тричі, з них — в 1889 та 1901 роках — посол до Галицького сейму.

## Життєпис
У 17 років по смерті батька став главою сімейства. Півроку служив у австрійському війську уланом. Згодом опанував мулярське ремесло. 1877 року вступив до новоствореної Станиславівської філії «Просвіти» — звідти почалася його політична кар'єра.
Був активним учасником практично всіх національно-демократичних акцій в краї. Мав славу селянського захисника і великого правдолюбця — активно обстоював інтереси української спільноти. 
Діяч філії українського товариства «Просвіта» в селі з 1877 року, голова філії з 1909 року, організатор великого кооперативного господарства (разом з Лазарем Винничуком), ініціятор читалень товариства «Просвіта» та кредитових товариств на Покутті.
Посол Галицького Сейму в 1889—1895 (округ Станиславів, IV курія, входив до «Руського клубу»), 1901—1907 роках (округ Станиславів, IV курія, входив до «Руського соймового клубу», склав мандат 29 жовтня 1903, обраний повторно 14 червня 1904), трибун галицького селянства на форумах Сойму.
На виборах 1901 на Станиславівщині усі священики віддали голоси за «провладного» кандидата. Тільки о. Володимир Озаркевич голосував за Гурика. Зразу після виборів закликав В. Озаркевича єпископ, той вважав, що Юліян Пелеш буде йому докоряти. Однак владика, на диво, тільки поцілував його в голову і сказав: «Ти один, сину, маєш характер».
Кость Левицький згадував: «…показався добрим бесідником і розумним заступником нашого селянства. Йосиф Гурик був вихованцем нашої народної організації в Станиславівщині та цінним добутком парламентарним, так що й поляки до нього відносилися з повним респектом».
Навіть затяті противники відзначали неабиякі здібності Гурика як промовця, називаючи «наймудрішим селянином у сеймі». Також брав участь у виборах до державної думи, але програв провладному польському кандидату.
Відомий польський журналіст Вільгельм Фельдман писав у 1902 році: «…хто чув, як говорить Гурик, Новаківський, Остапчук, які зовсім не уступають Вуйцікові чи навіть Бойкові (трибунам польського селянства), той мусів набрати подиву й пошани до інтеліґенції і розумових здібностей українського народу».
1903 року виступив з клопотанням до уряду щодо будування рампи до вулиці Вовчинецької — тодішнього передмістя Станиславова Княгинина. По зверненню урядовців залізничники погодилися облаштувати переїзд при умові, що княгининці візьмуть на себе турботи по його утриманні, що й було зроблено.
Про його авторитет свідчить така справа: при виборах до Повітової ради 9 листопада 1912 року не було обрано від сільських громад жодного кандидата-інтелігента; Гурик заявив, що інтелігенти там не потрібні: «інтелігентів у Раді повітовій зовсім не треба, бо вони ніколи нічого доброго не зробили». Селяни його й послухали.
Політичну кар'єру посланця завершив 1908 року. Відомо, що у 1920 році (кінець серпня — початок вересня) в садибі Йосифа Гурика в Угринові Долішньому заночував Симон Петлюра — головний отаман військ УНР.[джерело?] Помер і похований у рідному селі.